# Усов, Сергей Александрович
Сергей Александрович Усов (15 сентября 1863, Трубчевск, Орловская губерния — ноябрь 1927, Симферополь) — русский публицист, журналист, ученый, гласный Симферопольской городской думы. Редактор газеты «Южные ведомости». Симферопольский городской голова (1919—1920).

## Биография
Родился в Трубчевске Орловской губернии 15 сентября 1863 или 1867 года. Дворянин. Окончил Константиновское военное училище. Значительную часть жизни прожил в Симферополе. До 1916 года был журналистом, редактором, позднее владельцем газеты «Южные ведомости». Член партии кадетов вплоть до 1918 года, впоследствии беспартийный. Был женат.
В сентябре 1916 года был назначен особым уполномоченным Московского военно-промышленного комитета на Северном фронте. В этой должности состоял до начала 1918 года. Затем вернулся в Симферополь, где власть принадлежала Крымскому краевому правительству. В том же году был избран гласным Симферопольской Городской Думы и членом Городской управы. В октябре 1919 года, после скоропостижной кончины предыдущего городского головы В. А. Иванова, Усов был избран на эту должность, в которой состоял вплоть до ареста. Его деятельность пришлась на период власти в Крыму правительств Юга России А. И. Деникина и П. Н. Врангеля, когда он с риском для себя настаивал на общедемократической позиции земства, протестовал против эксцессов контрразведки ВСЮР и военных властей города.   
После занятия Крыма Красной армией был арестован 16 ноября 1920 года особым отделом 6-й армии. Уже 19 ноября уполномоченный Цибин написал заключение: «… являясь городским головой с одной стороны и противником социализма по своему социальному положению с другой, и, с третьей стороны, являясь буржуазным писателем, этим самым способствовал удушению пролетарской революции, а потому полагаю применить высшую меру наказания — расстрел, дело передать на заключение особой тройке».
За Усова вступились и дали показания известные местные большевики Е. Р. Багатурьянц, П. И. Новицкий, Е. В. Выставкина-Галлон. Факты указывали, что Усов при белой власти неоднократно ходатайствовал о судьбе заключённых, выступал в судах и печати в их пользу, протестовал против бессудных расправ. По поводу деятельности Усова генерал Кутепов подавал на Усова жалобу Врангелю. Последний вызвал Усова в Севастополь и в очень резкой форме угрожал ему, что если не будет прекращена его политическая деятельность, то он, Врангель, поступит с Усовым так, как с теми, за кого он хлопочет. При этом в деле указывалось, что ни сторонником, ни активным противником советской власти Усов не является. Был освобожден 25 ноября 1920 года по резолюции В. Коптева с формулировкой «не встречает препятствий к его поступлению на советскую службу»..
При Советской власти и далее проживал в Симферополе. Занимался научной, публицистической и хозяйственной деятельностью. Был членом Таврического общества истории, археологии и этнографии, Общества по изучению Крыма. Работал в Крымском статистическом управлении, Крымплане, преподавал в Крымском педагогическом институте.
Умер в ноябре 1927 года в Симферополе.
30 ноября 1927 года прошло совместное заседание Таврического общества истории, археологии и этнографии (ТОИАЭ), Общества по изучению Крыма, Крымского педагогического института, Крымского исследовательского института, Крымского общества естествоиспытателей и любителей природы, Крымплана и Крымстатуправления, памяти С. А. Усова.
На заседании выступили: профессор Г. А. Максимович — о трудах Усова по экономике Крыма; писатель К. А. Тренёв — о человеческих качествах Усова, его скромности, благородстве, стойкости, прямоте; А. И. Полканов — об общественной деятельности Усова и его публицистических трудах; С. С. Синани — о его трудах по статистике; А. Д. Петровский-Ильенко — о биографии Усова; профессор М. Л. Франк — о научной и педагогической деятельности Усова; О. А. Машковцева и Н. Н. Клепинин — о личных качествах покойного. Председательствовавший А. И. Маркевич «указывает на работу С. А. Усова как члена ТОИАЭ и в заключение объединяет все сказанное о нём и подчеркивает значение настоящего собрания, посвященного памяти выдающего общественного и научного работника в течение четверти века жизни Крыма».
Впоследствии архив С. А. Усова был утерян.